# ALBi住道
ALBi住道（アルビすみのどう）は、大阪府大東市のJR西日本住道駅の駅ナカの複合商業施設。オープン時は「ギャレ カサレス住道」という名称でファッション関連の物販店舗が中心であったが、リニューアルが繰り返される中で徐々に地元密着型のテナント構成に変化し、現在の名称となった。

## 概要
- 飲食店、食料品店を中心にフィットネスクラブが入居している。

## 営業時間
- 飲食街 10:00-22:00（一部21:00）
- 物販　 10:00-21:00
- 定休日は毎月第2火曜日（ただし飲食街は無休）

## 沿革
- 1991年7月17日 - 住道駅構内に「ギャレ カサレス住道」開業[1]。
- 2012年5月2日 - 「ALBi住道」としてリニューアルオープン。

## 所在地
- 大阪府大東市住道2-3-1

## 交通機関
- JR西日本 片町線（学研都市線） 住道駅下車すぐ。